# Rue Crocé-Spinelli
La rue Crocé-Spinelli est une voie du 14e arrondissement de Paris, en France.

## Situation et accès
La rue Crocé-Spinelli est une voie publique située dans le 14e arrondissement de Paris. Elle débute au 61, rue Vercingétorix et se termine au 80 bis, rue de l’Ouest.
La station de métro la plus proche est Pernety.

## Origine du nom
Cette voie porte le nom de Joseph Crocé-Spinelli (1845-1875), un aéronaute français mort au cours d’une ascension aérostatique.

## Historique
Cette ancienne voie de la commune de Montrouge, connue sous le nom de « rue Saint-Louis », a été rattachée à la voirie de Paris en 1863, sous le nom de « rue des Croisades » avant de prendre sa dénomination actuelle par arrêté du 28 juillet 1896.